# Ilha do Batuta
A ilha do Batuta é uma ilha situada no território do município de Imbituba, no estado brasileiro de Santa Catarina. Fica na Barra de Ibiraquera e é tida como viveiro naturla de várias espécies de aves. Também é lar de lagartos, serpentes e outros répteis, além de vegetação rica. É utilizado para estudos biológicos. É inabitada, embora seja bastante utilizada para passeio.